# John Olliff
John Sheldon Olliff (Londra, 1º dicembre 1908 – Chiswick, 29 giugno 1951) è stato un tennista e giornalista britannico.

## Carriera

### Tennistica
Si fece notare nel 1929 vincendo l'Irish Open su George Lyttleton Rogers e raggiungendo gli ottavi di finale a Wimbledon, eliminando tra gli altri il futuro hall of famer Fred Perry. L'anno successivo giocò gli ottavi di finale agli U.S. National Championships in singolare e i quarti nel doppio in coppia con Perry mentre nel 1931 ottenne un importante successo al Queen's, torneo preparatorio per Wimbledon.
Poco prima della seconda guerra mondiale che interruppe le competizioni conquistò il Surrey Grass Court Championships 1938 mentre raggiunse le semifinali a Wimbledon in due diverse occasioni, nel doppio misto 1934 in coppia con Joan Ingram e nel doppio maschile nel 1939 insieme a Ronnie Shayes.
Scese in campo con la squadra britannica di Coppa Davis per un incontro nel 1946 contro la Francia.

### Giornalista
Susseguì ad Arthur Wallis Myers come corrispondente sportivo per il Daily Telegraph, stilò dal 1947 al 1950 la classifica dei migliori tennisti considerata quella ufficiale in un periodo antecedente il ranking elettronico.
Morì il 29 giugno 1951 per un attacco cardiaco mentre si trovava a Londra per scrivere articoli su Wimbledon.

## Opere
- The Groundwork of Lawn Tennis. Methuen & Co., London 1934.
- Olliff on Tennis. Eyre and Spottiswoode, London 1948.
- The Romance of Wimbledon. London 1949.
- Lawn Tennis. Pitman & Sons, London 1950.
- Lawn Tennis for Beginners. W. & G. Foyle, London 1951.